# José Ángel Valente
José Ángel Valente (Ourense, Galícia 1929 - Ginebra, Suïssa 2000) fou un escriptor i poeta gallec.

## Biografia
Nascut a la ciutat gallega d'Ourense el 25 d'abril de 1929. Va estudiar Dret a la Universitat de Santiago de Compostel·la i es va llicenciar en Filologia Romànica per la Universitat Complutense de Madrid.
Interessat en la docència, fou professor del departament de Filologia hispànica a la Universitat d'Oxford. Entre 1958 i 1980 va viure a la ciutat suïssa de Ginebra com a professor universitari i funcionari de les Nacions Unides. Entre 1982 i 1985 s'instal·la a París, on dirigeix el servei espanyol de traducció de la UNESCO, i el 1986 s'instal·la a Almeria, alternant aquesta residència amb les dues ciutats anteriors.
Adscrit en un primer moment a l'anomenat Grupo poético de los 50, des de 1966 la seva poesia evoluciona cap a una metapoesia que defineix la seva lírica dins el corrent denominat Poesia del silenci, molt influïda per la mística. Assimilant tendències filosòfiques i tradicions culturals històriques en poesia i prosa i també a través de la música i la pintura, l'escriptura de José Ángel Valente és una de les més ambicioses i profundes de la literatura espanyola contemporània. Com assagista són temes de la seva predilecció la pintura i la mística, i com a traductor ha traduït poesia alemanya i francesa i escrit assajos sobre literatura espanyola.
Es va donar a conèixer el 1954 en guanyar el Premi Adonais de poesia amb el llibre A modo de esperanza. El seu conte El uniforme del general, inclòs en el volum Número trece, li va suposar problemes amb la dictadura franquista i en conseqüència va ser sotmès a Consell de Guerra el 1972 acusat d'al·lusions ofensives a l'exèrcit.
El 1988 fou guardonat amb el Premi Príncep d'Astúries de les Lletres, juntament amb Carmen Martín Gaite, perquè la seva poesia, en contínua evolució des de l'inicial batec existencial a la posterior indagació fenomenològica, és una recerca profunda sobre el sentit del món, plasmada en un llenguatge dens i simbòlic, de gran bellesa, que l'ha convertit en un dels més grans lírics espanyols contemporanis. L'any 2001 fou guardonat, a títol pòstum, amb el Premi Nacional de poesia de les Lletres Espanyoles per Fragmentos de un libro futuro.

## Obra poètica
- A modo de esperanza, M., Col. Adonais, 1955, Premi Adonais de poesia.
- Poemas a Lázaro, M., Índice, 1960, Premi de la Crítica de poesia castellana.
- Sobre el lugar del canto, B., Colliure, 1963 (compilació dels dos llibres anteriors).
- La memoria y los signos, M., Revista de Occidente, 1966.
- Siete representaciones, B., Col. El Bardo, 1967.
- Breve son, B., Col. El Bardo, 1968.
- El inocente, México, Joaquín Mortiz, 1970.
- Presentación y memorial para un monumento, M., Poesía para todos, 1970.
- Punto cero, B., Barral, 1972 (Poesies completes).
- Material memoria, B., La Gaya Ciencia, 1979.
- Estancias, M., Entregas de la ventura, 1980.
- Tres lecciones de tinieblas, B., La Gaya Ciencia, 1980, Premi de la Crítica de poesia castellana.
- Sete cántigas de alén, La Coruña, Ediciós do castro, 1981 (poesia en gallec, ampliada posteriorment amb el títol de Cántigas de alén, 1989).
- Mandorla, M., Cátedra, 1982.
- Nueve enunciaciones, Málaga, Begar, 1982.
- Tránsito, M., Cuadernillos de Madrid, 1982.
- El fulgor, M., Cátedra, 1984.
- Nueve poemas, Granada, Aula de poesía, 1986.
- Al dios del lugar, B., Tusquets, 1989.
- Treinta y siete fragmentos, B., Ambit Serveis, 1989.
- No amanece el cantor, B., Tusquets, 1992.
- Fragmentos de un libro futuro, B., Círculo de Lectores, 2000, Premi Nacional de poesia de les Lletres Espanyoles.